# No More Heroes (nummer)
"No More Heroes" is een nummer van de Britse band The Stranglers. Het nummer werd uitgebracht op het gelijknamige album uit 1977. In september van dat jaar werd het nummer uitgebracht als de tweede en laatste single van het album.

## Achtergrond
"No More Heroes" is geschreven door groepsleden Hugh Cornwell, Jean-Jacques Burnel, Jet Black en geproduceerd door Martin Rushent. Cornwell kreeg inspiratie voor het nummer nadat zijn twee grootste jeugdhelden, Elvis Presley en Groucho Marx, binnen enkele dagen van elkaar overleden. Zij kwamen echter niet voor in de tekst van het nummer, maar een aantal van zijn andere helden, waaronder Elmyr de Hory, Lev Trotski, Lenny Bruce, William Shakespeare en de fictionele Sancho Panza, werden wel bezongen.
"No More Heroes" werd enkel een hit in de UK Singles Chart, waarin het de achtste plaats behaalde, en in Nederland, waar het tot plaats 29 in de Top 40 en plaats 25 in de Nationale Hitparade kwam. De B-kant van de single, "In the Shadows", verscheen oorspronkelijk niet op een album, maar later stond het wel op Black and White, het volgende studioalbum van de band.
"No More Heroes" is gecoverd door Violent Femmes, terwijl Cornwell zelf een akoestische versie van het nummer uitbracht op zijn album Monster uit 2018. Daarnaast is het computerspel No More Heroes vernoemd naar dit nummer. In 1995 klaagde het management van The Stranglers de band Elastica aan, omdat zij vonden dat hun single "Waking Up" elementen van "No More Heroes" bevatte. Deze zaak eindigde uiteindelijk in een schikking.

## Hitnoteringen

### Nederlandse Top 40
| Hitnotering: 14-01-1978 t/m 11-02-1978 | Hitnotering: 14-01-1978 t/m 11-02-1978 | Hitnotering: 14-01-1978 t/m 11-02-1978 | Hitnotering: 14-01-1978 t/m 11-02-1978 | Hitnotering: 14-01-1978 t/m 11-02-1978 | Hitnotering: 14-01-1978 t/m 11-02-1978 | Hitnotering: 14-01-1978 t/m 11-02-1978 |
| Week                                   | 1                                      | 2                                      | 3                                      | 4                                      | 5                                      |                                        |
| -------------------------------------- | -------------------------------------- | -------------------------------------- | -------------------------------------- | -------------------------------------- | -------------------------------------- | -------------------------------------- |
| Positie                                | 31                                     | 29                                     | 31                                     | 31                                     | 36                                     | uit                                    |

### Nationale Hitparade
| Hitnotering: 21-01-1978 t/m 11-02-1978 | Hitnotering: 21-01-1978 t/m 11-02-1978 | Hitnotering: 21-01-1978 t/m 11-02-1978 | Hitnotering: 21-01-1978 t/m 11-02-1978 | Hitnotering: 21-01-1978 t/m 11-02-1978 | Hitnotering: 21-01-1978 t/m 11-02-1978 |
| Week                                   | 1                                      | 2                                      | 3                                      | 4                                      |                                        |
| -------------------------------------- | -------------------------------------- | -------------------------------------- | -------------------------------------- | -------------------------------------- | -------------------------------------- |
| Positie                                | 28                                     | 25                                     | 26                                     | 29                                     | uit                                    |

### NPO Radio 2 Top 2000
| Nummer met noteringen in de NPO Radio 2 Top 2000 | '00  | '01  | '02 | '03  | '04  | '05  | '06  | '07  | '08  | '09  | '10  | '11  | '12  | '13  |
| ------------------------------------------------ | ---- | ---- | --- | ---- | ---- | ---- | ---- | ---- | ---- | ---- | ---- | ---- | ---- | ---- |
| No More Heroes                                   | 1185 | 1137 | 894 | 1243 | 1220 | 1673 | 1431 | 1879 | 1459 | 1806 | 1908 | 1796 | 1806 | 1661 |

1. ↑  Een vetgedrukt getal geeft de hoogste notering aan.
2. ↑  2000 was het eerste jaar met een notering voor dit nummer.
3. ↑  Deze tabel is bijgewerkt tot en met de laatste editie (2024).